# Renault Access
Le Renault Access est un camion fabriqué par Dennis Eagle et distribué par Renault Trucks. Il s'agit d'une version rebadgée du Dennis Eagle Elite II.
Grâce à sa cabine surbaissée équipée d'une porte de type bus accessible par une marche située à 435 mm du sol, il est spécialisé dans les métiers nécessitant des montées et des descentes fréquentes.   
Succédant au Renault Puncher, il est surtout utilisé pour la collecte des déchets ménagers ; il existe en deux largeurs.  